# Књижевни клуб Саборник
Књижевни Клуб "Саборник" (енгл. Literary and Arts Club Sabornik Inc. of Serbian Community of Western Australia Inc.) удружење је српских књижевних стваралаца Западне Аустралије и цијеле српске дијаспоре у расејању. Основано је 2006. године у Перту у Западној Аустралији.

## Књижевна награда "Милорад Цумбо"
Књижевни клуб "Саборник",  2012. године, поводом двадесетогодишњице погибије пјесника Милорада Цумбе, а на иницијативу пјесника Миљана Ковачевића, установио је Књижевну награду "Милорад Цумбо", са жељом да  од заборава отргне сјећање на првог погинулог пјесника у отаџбинском рату у Републици Српској. Као борац ВРС на ратишту код Јајца Цумбо је мучки устрељен 20. јуна 1992. године.
Од 2012. Повеља за Награду "Милорад Цумбо" до сада је додјељена пјесницима:
- 2012 - Душану Гајићу из Отешића,
- 2013 - Мили Божићу, из Пакраца,
- 2014 - Ани Стјеља, из Београда,
- 2015 - Вери Цветановић из Бабушнице,
- 2016 - Драгици Драгој Грбић, из Вишеграда,
- 2017 - Ото Давид, из Пожаревца.

Конкурс за Награду се расписује 1. септембра сваке године а резултат се саопштава 31. децембра на интернет порталу "Саборника" и "Српском Гласу" из Аустралије.